# Madonnas albumdiskografi
Albumdiskografin för den amerikanska popartisten Madonna omfattar 12 studioalbum, sex samlingsalbum, fyra soundtrackalbum och fyra livealbum. Madonna skrev på kontrakt med skivbolaget Sire Records 1982. Efter succén med hennes två första singlar "Everybody" och "Burning Up" erbjöd skivbolaget henne 1983 ett kontrakt för ett helt album. Resultatet blev hennes självbetitlade debutalbum Madonna, utgivet i juli 1983. Albumet nådde åttonde plats på Billboard 200 och sålde platina fem gånger enligt Recording Industry Association of America (RIAA). Uppföljaren Like a Virgin från 1984 toppade albumlistorna i flera länder och uppnådde diamantcertifiering enligt RIAA. Tredje albumet True Blue utkom 1986 och såldes i 25 miljoner exemplar världen runt. Under 1987 släppte Madonna två album som sålde platina i USA: soundtracket Who's That Girl och hennes första remixsamling You Can Dance. Soundtracket innehåller även ett par låtar av andra artister men betraktas som ett Madonna-album av Billboard 200 och Warner Bros. Records. Madonnas fjärde album Like a Prayer (1989) innebar hennes tredje albumetta på Billboard 200.
Madonna fortsatte in i 1990-talet med albumet I'm Breathless (1990), som innehöll låtar inspirerade av filmen Dick Tracy från 1990. Samma år gav hon även ut sitt första greatest hits-album, The Immaculate Collection. Albumet har sålts i över 30 miljoner exemplar och är således det bäst säljande samlingsalbumet av en soloartist i historien. Det kom även att bli det näst bäst säljande albumet av en kvinnlig artist i Storbritannien liksom hennes andra diamantalbum i USA. 1991 skrev Madonna på ett nytt skivkontrakt för 60 miljoner dollar med Warner Bros. och Time Warner. I samband med detta bildade hon Maverick Records, vilket blev hennes huvudsakliga skivbolag. Första utgivningen på Maverick var hennes femte studioalbum Erotica från 1992. Albumet uppnådde amerikansk dubbelplatina och såldes i uppskattningsvis sex miljoner exemplar världen runt. 1994 släppte Madonna sitt sjätte studioalbum Bedtime Stories, vilket uppnådde trippelplatina enligt RIAA. Something to Remember, en samling av Madonnas ballader, utgavs 1995 och nådde topp 10 i flera länder samtidigt som det såldes i 10 miljoner exemplar världen runt. Samma år var hon inte längre ansluten till Sire Records och hade således bara Maverick som skivbolag med Warner Bros. som distributör. Hennes tredje soundtrackalbum, från musikalen Evita, släpptes 1996. Dubbelalbumet sålde platina fem gånger enligt RIAA med 2,5 miljoner transporter i USA (eftersom soundtracket är ett dubbelalbum och överstiger en längd på 100 minuter räknar RIAA varje såld enhet två gånger). Madonnas sjunde studioalbum Ray of Light gavs ut 1998 och har transporterats för omkring 20 miljoner enheter världen runt.
I början av 2000-talet blev Music Madonnas fjärde albumetta på Billboard 200; det var hennes första listetta på 11 år, sedan Like a Prayer. Det toppade också albumlistorna i flera europeiska länder. American Life (2003) blev Madonnas femte albumetta på Billboard 200, men det uppnådde aldrig multiplatina och blev Madonnas sämst säljande studioalbum. 2004 sålde hon sina aktier och räntor i Maverick till Warner Music Group efter en stämning mellan de båda företagen. Hennes avtal med Warner Bros. behölls under en separat överenskommelse. Året därpå sågs en comeback med albumet Confessions on a Dance Floor, som gick in på första plats i USA och på alla större topplistor. 2007 skev Madonna på ett 10-års 360-avtal med Live Nation för 120 miljoner dollar. Hennes kvarvarande kontrakt med Warner Bros. upphörde med hennes elfte studioalbum Hard Candy (2008), vilket blev hennes sjunde albumetta på Billboard 200, och Celebration (2009), hennes tredje greatest hits-album. Under 2011 tillkännagav Madonna att hon hade skrivit på ett kontrakt för tre album med Interscope Records, vilka kommer att fungera som distributör för framtida utgivningar i samarbete med Live Nation. Det första albumet under detta samarbete var hennes tolfte studioalbum MDNA (2012), hennes åttonde listetta i USA.

## Album

### Studioalbum
| Titel                                                                              | Albumdetaljer | Högsta listplaceringar | Högsta listplaceringar | Högsta listplaceringar | Högsta listplaceringar | Högsta listplaceringar | Högsta listplaceringar | Högsta listplaceringar | Högsta listplaceringar | Högsta listplaceringar | Högsta listplaceringar | Certifikat | Sålda ex.                                                                                   |
| Titel                                                                              | Albumdetaljer | US                     | AUS                    | AUT                    | CAN                    | FRA                    | GER                    | ITA                    | SPA                    | SWI                    | UK                     | Certifikat | Sålda ex.                                                                                   |
| ---------------------------------------------------------------------------------- | --- | ---------------------- | ---------------------- | ---------------------- | ---------------------- | ---------------------- | ---------------------- | ---------------------- | ---------------------- | ---------------------- | ---------------------- | --- | ------------------------------------------------------------------------------------------- |
| Madonna                                                                            | - Släppt: 27 juli 1983 - Skivbolag: Sire, Warner Bros. - Format: LP, kassettband, CD, picture disc                          | 8                      | 10                     | 15                     | 16                     | 8                      | 28                     | —                      | —                      | —                      | 6                      | - US: 5× Platina - AUS: 3× Platina - FRA: Platina - GER: Guld - SPA: Guld - UK: Platina                                                                                          | - Globalt: 10 000 000 - US: 5 000 000 - FRA: 232 500                                        |
| Like a Virgin                                                                      | - Släppt: 12 november 1984 - Skivbolag: Sire, Warner Bros. - Format: LP, kassettband, CD, picture disc                      | 1                      | 2                      | 3                      | 3                      | 2                      | 1                      | 1                      | 1                      | 3                      | 1                      | - US: Diamant - AUS: 7× Platina - CAN: Diamant - FRA: 2× Platina - GER: 3× Guld - SPA: Platina - SWI: 2× Platinum - UK: 3× Platina                                               | - Globalt: 21 000 000 - US: 10 000 000 - FRA: 632 700 - UK: 1 640 000                       |
| True Blue                                                                          | - Släppt: 30 juni 1986 - Skivbolag: Sire, Warner Bros. - Format: LP, kassettband, CD, picture disc                          | 1                      | 1                      | 1                      | 1                      | 1                      | 1                      | 1                      | 1                      | 1                      | 1                      | - US: 7× Platina - AUS: 4× Platina - CAN: Diamant - FRA: Diamant - GER: 2× Platina - SPA: 3× Platina - UK: 7× Platina                                                            | - Globalt: 25 000 000 - US: 7 000 000 - FRA: 1 353 110 - ITA: 1 500 000 - UK: 1 961 164     |
| Like a Prayer                                                                      | - Släppt: 21 mars 1989 - Skivbolag: Sire, Warner Bros. - Format: LP, kassettband, CD, picture disc                          | 1                      | 4                      | 1                      | 1                      | 1                      | 1                      | 1                      | 1                      | 1                      | 1                      | - US: 4× Platina - AUS: 4× Platina - AUT: Platina - CAN: 5× Platina - FRA: 2× Platina - GER: 3× Guld - SPA: 4× Platina - SWI: 2× Platina - UK: 4× Platina                        | - Globalt: 15 000 000 - US: 5 000 000 - FRA: 769 500 - UK: 1 270 000                        |
| Erotica                                                                            | - Släppt: 20 oktober 1992 - Skivbolag: Maverick, Sire, Warner Bros. - Format: LP, kassettband, CD, picture disc             | 2                      | 1                      | 5                      | 4                      | 1                      | 5                      | 2                      | 5                      | 4                      | 2                      | - US: 2× Platina - AUS: 3× Platina - AUT: Guld - CAN: 2× Platina - GER: Guld - SPA: Platina - SWI: Guld - UK: 2× Platina                                                         | - Globalt: 6 000 000 - US: 1 893 000                                                        |
| Bedtime Stories                                                                    | - Släppt: 25 oktober 1994 - Skivbolag: Maverick, Sire, Warner Bros. - Formats: LP, kassettband, CD, pcture disc             | 3                      | 1                      | 7                      | 2                      | 2                      | 4                      | 2                      | 5                      | 4                      | 2                      | - US: 3× Platina - AUS: 2× Platina - AUT: Guld - CAN: 2× Platina - EU: 2× Platinum - FRA: 2× Guld - GER: Platina - SPA: Platina - SWI: Guld - UK: Platina                        | - Globalt: 7 000 000 - US: 2 312 000 - FRA: 277 400                                         |
| Ray of Light                                                                       | - Släppt: 3 mars 1998 - Skivbolag: Maverick, Warner Bros. - Format: Kassettband, CD, digital nedladdning, LP, minidisc      | 2                      | 1                      | 2                      | 2                      | 2                      | 1                      | 1                      | 1                      | 1                      | 1                      | - US: 4× Platina - AUS: 3× Platina - AUT: 2× Platina - CAN: 7× Platina - EU: 7× Platina - FRA: 3× Platina - GER: 3× Platina - SPA: 3× Platina - SWI: 3× Platina - UK: 6× Platina | - Globalt: 20 000 000 - US: 4 359 000[E] - FRA: 925,400 - GER: 1 000 000[A] - UK: 1 710 000 |
| Music                                                                              | - Släppt: 19 september 2000 - Skivbolag: Maverick, Warner Bros. - Format: Kassettband, CD, digital nedladdning, LP          | 1                      | 2                      | 1                      | 1                      | 1                      | 1                      | 1                      | 1                      | 2                      | 1                      | - US: 3× Platina - AUS: 3× Platina - AUT: Platina - CAN: 3× Platina - EU: 5× Platina - FRA: 2× Platina - GER: 2× Platina - SPA: 2× Platina - SWI: 2× Platina - UK: 5× Platina    | - Globalt: 15 000 000 - US: 2 925 000 - FRA: 760 031 - UK: 1 628 000                        |
| American Life                                                                      | - Släppt: 22 april 2003 - Skivbolag: Maverick, Warner Bros. - Format: Kassettband, CD, digital nedladdning, LP, samlingsbox | 1                      | 3                      | 1                      | 1                      | 1                      | 1                      | 1                      | 2                      | 1                      | 1                      | - US: Platina - AUS: Platina - CAN: Platina - EU: Platina - FRA: Platina - GER: Platina - SWI: Platina - UK: Platina                                                             | - Globalt: 5 000 000 - US: 680 000 - FRA: 474 695 - UK: 335 115                             |
| Confessions on a Dance Floor                                                       | - Släppt: 11 november 2005 - Skivbolag: Warner Bros. - Format: CD, digital nedladdning, LP, samlingsbox                     | 1                      | 1                      | 1                      | 1                      | 1                      | 1                      | 1                      | 1                      | 1                      | 1                      | - US: Platina - AUS: 2× Platina - CAN: 5× Platina - EU: 4× Platina - FRA: Diamant - GER: 3× Platina - SPA: 2× Platina - SWI: 3× Platina - UK: 4× Platina                         | - Globalt: 12 000 000 - US: 1 703 000 - FRA: 749 997 - UK: 1 288 213                        |
| Hard Candy                                                                         | - Släppt: 19 april 2008 - Skivbolag: Warner Bros. - Format: CD, digital nedladdning, LP, samlingsbox                        | 1                      | 1                      | 1                      | 1                      | 1                      | 1                      | 1                      | 1                      | 1                      | 1                      | - US: Guld - AUS: Platina - AUT: Platina - CAN: Platina - EU: Platina - FRA: Platina - GER: Platina - SPA: Guld - SWI: Platina - UK: Guld                                        | - Globalt: 4 000 000 - US: 744 000 - CAN: 169 000 - FRA: 214 760 - UK: 335 523              |
| MDNA                                                                               | - Släppt: 23 mars 2012 - Skivbolag: Live Nation, Interscope - Format: CD, digital nedladdning, LP                           | 1                      | 1                      | 3                      | 1                      | 2                      | 3                      | 1                      | 1                      | 2                      | 1                      | - US: Guld - AUS: Guld - AUT: Guld - FRA: Platina - GER: Guld - ITA: Platina - SPA: Guld - UK: Guld                                                                              | - Globalt: 2 500 000 - US: 521 000 - FRA: 90 000 - UK: 118 778                              |
| "—" betecknar album som inte utgavs i det landet eller som inte gick in på listan. | |                        |                        |                        |                        |                        |                        |                        |                        |                        |                        | |                                                                                             |

### Soundtrackalbum
| Titel                                                                              | Albumdetaljer                                                                                      | Högsta listplaceringar | Högsta listplaceringar | Högsta listplaceringar | Högsta listplaceringar | Högsta listplaceringar | Högsta listplaceringar | Högsta listplaceringar | Högsta listplaceringar | Högsta listplaceringar | Högsta listplaceringar | Certifikat | Sålda ex.                                                          |
| Titel                                                                              | Albumdetaljer                                                                                      | US                     | AUS                    | AUT                    | CAN                    | FRA                    | GER                    | ITA                    | SPA                    | SWI                    | UK                     | Certifikat | Sålda ex.                                                          |
| ---------------------------------------------------------------------------------- | -------------------------------------------------------------------------------------------------- | ---------------------- | ---------------------- | ---------------------- | ---------------------- | ---------------------- | ---------------------- | ---------------------- | ---------------------- | ---------------------- | ---------------------- | --- | ------------------------------------------------------------------ |
| Who's That Girl                                                                    | - Släppt: 21 juli 1987 - Skivbolag: Sire, Warner Bros. - Format: LP, kassettband, CD, picture disc | 7                      | 24                     | 5                      | 4                      | 2                      | 1                      | 2                      | 4                      | 4                      | 4                      | - US: Platina - AUS: Guld - FRA: 2× Platina - GER: Guld - SPA: Platina - UK: Platina                                                     | - Globalt: 5 000 000 - USA: 1 000 000 - FRA: 668 300 - UK: 320 000 |
| I'm Breathless                                                                     | - Släppt: 22 maj 1990 - Skivbolag: Sire, Warner Bros. - Format: LP, kassettband, CD                | 2                      | 1                      | 5                      | 2                      | 3                      | 1                      | 2                      | 2                      | 3                      | 2                      | - USA: 2× Platina - AUS: 2× Platina - AUT: Guld - CAN: 2× Platina - FRA: 2× Guld - GER: Guld - SPA: 2× Platina - SWI: Guld - UK: Platina | - Globalt: 7 000 000 - USA: 3 240 000 - FRA: 411 900               |
| Evita[B]                                                                           | - Släppt: 25 oktober 1996 - Skivbolag: Warner Bros. - Format: LP, kassett, CD, digital nedladdning | 2                      | 5                      | 1                      | 5                      | 2                      | 2                      | 2                      | 16                     | 1                      | 1                      | - USA: 5× Platina - AUS: Platina - AUT: 2× Platina - GER: Platina - SPA: Guld - SWI: Platina - UK: 2× Platina                            | - Globalt: 11 000 000 - USA: 2 005 000                             |
| "—" betecknar album som inte utgavs i det landet eller som inte gick in på listan. | |                        |                        |                        |                        |                        |                        |                        |                        |                        |                        | |                                                                    |

Anmärkningar
- B ^  Standard globalt: 1-CD. Standard USA: 2-CD (räknas som dubbla enheter). RIAA räknar dubbelalbum mot certifikat två gånger om speltiden är över 100 minuter.[113]

### Samlingsalbum
- 1990 - The Immaculate Collection
- 1995 - Something To Remember
- 2001 - GHV 2
- 2009 - Celebration

### Remixalbum
- 1987 - You Can Dance
- 2003 - Remixed & Revisited

### Livealbum
- 2006 - I'm Going to Tell You a Secret
- 2007 - The Confessions Tour: Live From London
- 2010 - Sticky & Sweet
- 2013 - MDNA World Tour